# المرحلة الثانية
المرحلة الثانية هو كتاب نشر عام 1981 بواسطة الكاتبة والناشطة النّسويّة بيتي فريدان، والمشهورة بكتابها السابق اللغز الأنثوي

## الملخص
تؤكد (فيديران) أن المرحلة الأولى من الحركة النّسويّة، والتي هي حركة تهدف لتحرير المرأة من دورها التقليدي كأمهات وربات منزل فقط، كانت تصل لنهايتها مع التصديق على التعديل على الحقوق المتساوية، وأن ذلك كان وقت انتقال الحركة النّسويّة لمرحلة جديدة تستطيع التعامل بشكل أفضل مع مشاكل الجيل الجديد من النساء.
تتضمن المشاكل التي تم مناقشتها: الاستعباد المزدوج للمرأة في العمل وفي المنزل، والتطور الاجتماعي للذكورة، و رد الفعل السياسي العنيف على الضغط النّسوي، والتطورات في مجال الإدارة والقيادة، والحاجة للاعتراف بالقيمة المجتمعية والاقتصادية للوظائف النسائية التقليدية.

## وصلات خارجية
- المرحلة الثانية على موقع الموسوعة البريطانية (الإنجليزية)

1. ↑  Sherman, Janann (2002). Interviews with Betty Friedan (بالإنجليزية). Univ. Press of Mississippi. ISBN:9781578064809. Archived from the original on 2019-12-15.
2. ↑  "Betty Friedan Ushers in a 'Second Stage'". www.nytimes.com. مؤرشف من الأصل في 2017-09-01. اطلع عليه بتاريخ 2018-07-25.